# Carmen Rendiles Martínez
Carme Elena Rendiles Martínez (11 d'agost de 1903 - 9 de maig de 1977), de nom religiós Maria Carme, va ser una membre catòlica veneçolana de les Serventes de l'Eucaristia i fundadora de les Serventes de Jesús de Caracas. Rendiles va completar la seva formació religiosa a França, i va tornar a Veneçuela per fundar la seva orde el 1965. Ella va ser la seva primera superiora general.
Rendiles va ser nomenada serventa de Déu el 1994 amb el Papa Joan Pau II i més tard nomenada venerable pel Papa Francesc el 2013 després de la confirmació de la seva virtut heroica. Francesc va confirmar més tard un miracle que se li atribueix a finals del 2017; la seva beatificació es va celebrar a Caracas el 16 de juny de 2018.
El 31 de març de 2025, el papa Francesc va anunciar la canonització de Rendiles. Després de la canonització, Rendiles serà la primera santa de Veneçuela. El 13 de juny es va fixar la data de la seva canonització per al 19 d'octubre de 2025.

## Biografia
Carmen Elena Rendiles Martínez va néixer l'11 d'agost de 1903 a Caracas com la tercera de set fills de Ramiro Antonio Rendiles i Ana Antonia Martínez. Rendiles va néixer sense el braç esquerre i, per tant, li van haver de posar un braç protètic que va tenir enganxat durant tota la seva vida.
El 1918 va sentir la seva crida a la vida religiosa. El seu pare va morir a mitjans dels anys vint. El desembre de 1926, unes religioses de França van arribar al país i ella va interpretar la seva arribada com un senyal que havia de seguir la seva vocació com a part del seu orde, així que va sol·licitar i va rebre permís per a l'admissió al seu orde. Rendiles es va unir a les Serventes de l'Eucaristia el 25 de febrer de 1927 i es va traslladar a Tolosa, França, per a la seva formació religiosa, on va rebre l'hàbit el 8 de setembre de 1927. Rendiles va fer la seva primera professió el 8 de setembre de 1929 i la seva professió solemne més tard el 8 de setembre de 1932, tot a França. El 1945, va ser nomenada superiora de totes les cases de l'orde a Veneçuela.
Rendiles va fundar les Serventes de Jesús el 25 de març de 1965; l'ordre va rebre l'aprovació i el suport diocesà el 14 d'agost de 1969 del cardenal arquebisbe de Caracas José Humberto Quintero Parra. Va ser la Superiora General del seu nou orde des del 1969, quan va ser nomenada, fins a la seva mort.
Rendiles va morir aa mitjan 1977a Caracas, a causa de la grip.